# Gorzka miłość
Gorzka miłość – polski melodramat z 1989 roku w reżyserii Czesława Petelskiego. Pierwowzorem scenariusza do filmu była powieść Jerzego Putramenta pt. Odyniec.
Lokacje: Suwałki, Augustów, Sejny, Raczki, Trakiszki i Olecko.

## Opis fabuły
Akcja filmu dzieje się na początku 1939 roku. Hanna udaje się na bal w towarzystwie porucznika i inżyniera. Mija kilka miesięcy. Do Polski wkraczają wojska radzieckie. Hania szuka schronienia. Spotyka na swej drodze inżyniera, z którym była na balu, Leszka. Zmierzają razem do hotelu, razem spędzają noc. Rano Leszek mówi Hannie, że ma żonę.

## Obsada aktorska[1]
- Sylwia Wysocka jako Hanna Powiłańska
- Robert Inglot jako Lech Oleszkiewicz
- Lidia Korsakówna jako ciotka Hanny
- Wiesława Mazurkiewicz jako Marta Powiłańska, matka Hanny
- Gustaw Lutkiewicz jako Antoni, wuj Hanny
- Ewa Sudakiewicz-Zelenovic jako Hanna Miodoborska-Oleszkiewicz, żona Lecha
- Witold Pyrkosz jako Franciszek Hermanowicz, buchalter w młynie
- Bogusław Sochnacki jako Wydra, stróż w młynie
- Barbara Dzido-Lelińska jako Petronela Wydrowa, żona stróża
- Bogusław Sar jako gość Tadeusza i Grażyny
- Lech Sołuba jako porucznik Stanisław Biesiekierski, narzeczony Hanny
- Marek Cichucki jako Kazio podglądający kąpiącą się nago Hannę
- Zbigniew Borek jako Romek
- Włodzimierz Adamski jako uciekinier ukrywający się w domu Oleszkiewicza
- Ireneusz Dydliński